# Разлив нефти на нефтепроводе «Кистоун» (2022)
7 декабря 2022 года на нефтепроводе «Кистоун» (принадлежит TC Energy) произошёл крупный разлив сырой нефти, ставший крупнейшим разливом нефти на данном нефтепроводе и третьим разливом нескольких тысяч баррелей нефти на нём с момента открытия в 2010 году, а также крупнейшим разливом в США с 2013 года (разлив нефти на нефтепроводе Magnolia в 2013 году (англ. 2013 Magnolia Refinery oil spill)). По первоначальным данным в результате разгерметизации вылилось более 14 тыс. барр. сырой нефти, позднее компания заявила о разливе 12 937 барр. сырой нефти.

## Предпосылки
Мощность нефтепровода «Кистоун» (англ. Keystone) составляет 622 тыс. барр./сутки. Он является основным нефтепроводом, через который доставляется тяжёлая канадская нефть из Альберты на нефтеперерабатывающие заводы на Среднем Западе США и побережье Мексиканского залива. Протяженность нефтепровода достигает почти 3,5 тыс. км. Компания TC Energy в 2017 году получила специальное разрешение на использование в нефтепроводе более высокого давления, чем стандартное, в связи с тем, что канадская нефть имеет более густую консистенцию.
С момента запуска трубопровода в работу на нем произошло около 22 разливов нефти, за что компания заплатила 300 000 долларов штрафов, нанеся ущерб имуществу на сумму более 111 миллионов долларов. Счетная палата правительства США (GOA) отмечала, что показатели безопасности трубопровода ухудшаются, что привело к крупным разливам в 2017 и 2019 годах.
В 2010 году на нефтепроводе проводилась замена фитингов, и, как позднее выяснила комиссия по расследованию разлива в декабре 2022 года, в процессе работы был недостаточно уплотнен грунт, что вызвало в дальнейшем напряжение в сварном шве. Данный дефект сварного соединения нефтепровода привел к образованию продольной трещины, которая со временем увеличилась, что впоследствии привело к разрыву и самому крупному разливу нефти в истории США за предыдущие 9 лет.

## Ход событий
В 21:00 7 декабря 2022 года по восточному поясному времени компания TC Energy получила сигнал о падении давления в трубопроводе и запустила аварийную остановку. Как сообщил регулирующий орган США по трубопроводам и опасным материалам (PHMSA), движение нефтепродуктов по трубопроводу было закрыто через несколько минут после первого получения сигнала тревоги.
Утечка была обнаружена в восьми километрах от города Вашингтон, столицы одноимённого округа штата Канзас. Нефть вылилась в ручей Милл-Крик (англ. Mill Creek), впадающий в реку Литл-Блу и протекающий через сельские пастбища. По первоначальным оценкам компании, объём разлившейся нефти составил около 14000 баррелей, что сопоставимо с 20 железнодорожными цистернами. Указание об эвакуации населения не отдавалось.
TC Energy направила 100 человек для ликвидации последствий. 10 декабря Агентство по охране окружающей среды США (EPA) подтвердило, что компания TC Energy построила земляную дамбу поперёк ручья примерно в 4 милях ниже по течению от разрыва трубопровода, чтобы сдержать разлив.
14 декабря TC Energy перезапустил трубопровод до Иллинойса, а 30 декабря, после одобрения плана перезапуска федеральными регулирующими органами, была возобновлена прокачка нефти по второму участку трубопровода.

## Последствия
По итогам проведённых TC Energy работ было установлено, что разлив нефти составил в итоге 12 937 баррелей сырой нефти.
Утечка вызвала обеспокоенность у экологов из-за передачи по нефтепроводу битуминозных песков, которые более токсичны, чем сырая нефть, и могут тонуть в воде. Агентство по охране окружающей среды США направило двух координаторов, которые установили, что нефть не попала в источники питьевой воды в районе округа Вашингтон. Одновременно с этим на месте разлива нефти были найдены 4 мёртвых млекопитающих и 71 мёртвая рыба.
Проведённый мониторинг качества воздуха показал отсутствие неблагоприятного воздействия на здоровье людей и животных.
В ходе первоначальных усилий по очистке около 5500 баррелей нефти и воды и 5000 кубических ярдов загрязнённой нефтью почвы были извлечены. По состоянию на 17 декабря из ручья было извлечено 6973 барреля нефти.
После получения сообщения о закрытии трубопровода «Кистоун» цены на сырую нефть выросли на 5 %, но в тот же день вернулись на первоначальные позиции.
Расходы, понесённые компаний на работы по ликвидации аварии, составили более 480 000 000 долларов США.

## Расследование
Управление по безопасности трубопроводов и опасных материалов США по результатам расследования утечки установило, что утечка произошла из-за сочетания факторов, включая нагрузку на изгиб трубы и дефект сварного шва на стыке трубы и фитинга.